# (21020) 1988 VH2
(21020) 1988 VH2 est un astéroïde de la ceinture principale découvert en 1988.

## Description
(21020) 1988 VH2 a été découvert le 8 novembre 1988 à Okutama au Japon par Tsutomu Hioki et Nobuhiro Kawasato.

### Caractéristiques orbitales
L'orbite de cet astéroïde est caractérisée par un demi-grand axe de 2,42 UA, un périhélie de 1,90 UA, une excentricité de 0,21 et une inclinaison de 9,58° par rapport à l'écliptique. Du fait de ces caractéristiques, à savoir un demi-grand axe compris entre 2 et 3,2 UA et un périhélie supérieur à 1,666 UA, il est classé, selon la JPL Small-Body Database, comme objet de la ceinture principale.

### Caractéristiques physiques
(21020) 1988 VH2 a une magnitude absolue (H) de 13,9 et un albédo estimé à 0,071.